# Podu (köpinghuvudort i Kina, Guizhou Sheng, lat 28,75, long 106,83)
Podu (kinesiska: 坡渡, 坡渡镇) är en köpinghuvudort i Kina. Den ligger i provinsen Guizhou, i den sydvästra delen av landet, omkring 230 kilometer norr om provinshuvudstaden Guiyang. Antalet invånare är 15 887. Befolkningen består av 7 860 kvinnor och 8 027 män. Barn under 15 år utgör 26,0 %, vuxna 15-64 år 61 %, och äldre över 65 år 12,0 %.